# Szunzsai járás (Ingusföld)

A Szunzsai járás Ingusföldön

A Szunzsai járás (oroszul Сунженский район, ingus nyelven Шолжа шахьар) Oroszország egyik járása Ingusföldön. Székhelye Ordzsonyikidzevszkaja.

## Népesség
- 2002-ben 119 826 lakosa volt, melyből 76 515 ingus (63,9%), 39 585 csecsen (33%), 2 431 orosz, 239 grúz, 70 ukrán.
- 2010-ben 116 533 lakosa volt, melyből 104 010 ingus (89,3%), 9 578 csecsen (8,2%), 1 391 orosz (1,2%).